# MMDA
L'MMDA(noto come 3-metossi-4,5-metilendiossiamfetamina o come 5-metossi-MDA) è una droga psichedelica ed empatogeni della classe delle anfetamine. Ha formula chimica C11H15NO3.

## Descrizione ed effetti
MMDA è stata descritta da Alexander Shulgin nel suo libro PiHKAL. Shulgin elenca il range di dosaggio della MMDA come 100-250 mg. I primi effetti compaiono entro 30-60 minuti dopo la somministrazione orale e la MMDA produce uno stato di euforia e empatia, attenuando sentimenti come ansia e solitudine. La MMDA produce anche effetti come alterazione visiva, uno stato di sonnolenza, rilassamento muscolare e dilatazione nella percezione del tempo. Gli effetti collaterali includono midriasi moderata , vertigini , sensazione di caldo o freddo e tremori. Le immagini sono generalmente realistiche e spesso collegate alla percezione quotidiana di persone, paesaggi o oggetti. Gli effetti dell'MMDA di solito raggiungono un picco durante la prima ora successiva ai sintomi iniziali e iniziano a calare durante la seconda ora e di solito scompaiono completamente entro la fine della quinta ora.

## Azioni psicoterapeutiche
Nel suo libro del 1973, The Healing Journey, Claudio Naranjo ha esplorato il potenziale psicoterapeutico di MMDA. Come MDA, ha scoperto che MMDA facilita la comunicazione e ha suggerito che ha potenziali applicazioni nella psicoterapia . A livello mondiale nel 2005, MMDA non è stato approvato per nessuna applicazione umana.